# Festa Ouverture (Poot)
Festa Ouverture is een compositie voor harmonieorkest van de Belgische componist en lid van de componisten groep De Synthetisten Marcel Poot uit 1978.